# Cerkev sv. Hripsime
Cerkev sv. Hripsime (armensko Սուրբ Հռիփսիմե եկեղեցի, Surb Hṙiṗsimē jekegheci) je cerkev Armenske apostolske cerkve iz 7. stoletja v mestu Ečmiadzin (Vagharšapat) v Armeniji. Je ena izmed najstarejših ohranjenih cerkva v državi. Postavil jo je katolikos Komeitas, da bi nadomestil prvotni mavzolej, ki ga je zgradil katolikos Sahak Veliki leta 395 n. št. V mavzoleju so bili posmrtni ostanki mučenice svete Hripsime, kateri je cerkev tudi posvečena. Stavba, ki jo lahko vidimo danes, je bila dokončana leta 618 n. št. Znana je po svoji prefinjeni arhitekturi v armenskem slogu iz klasičnega obdobja, ki je vplival na številne druge armenske cerkve. Leta 2000 je bila uvrščena na seznam Unescove svetovne dediščine skupaj z drugimi bližnjimi cerkvami, med drugim tudi s Ečhmiadzinsko stolnico - matično cerkvijo Armenije.

## Zgodovina
Pred 4. stoletjem je na mestu, kjer sedaj stoji cerkev, stal helenistični tempelj posvečen poganski boginji, podoben tistemu v Garniju. Med izkopavanji leta 1958 so pod nosilnim stebrom našli temelj monumentalne kamnite zgradbe s helenističnim ornamentom.
Hripsime, skupaj z opatinjo Gajane in 38 neimenovanimi redovnicami, tradicionalno veljajo za prve krščanske mučenke v Armenski zgodovini. Armenski kralj Tiridat III. jih je v tistem času preganjal, mučil in na koncu tudi usmrtil. Po pisanju kronista Agatangela sta Tiridat in Gregor Razsvetitelj po spreobrnitvi v krščanstvo leta 301 na mestu njenega mučeništva, ki je bilo deloma pod zemljo, zgradila martyrium, posvečen mučenki. Izkopavanja okoli cerkve so odkrila ostanke več žensk, pokopanih na zgodnjekrščanski način, ki po besedah Agopa Jacka Hacikyana in drugih strokovnjakov »vsaj na prvi pogled podpirajo Agathangelovo zgodbo«. Leta 395 je patriarh Sahak Partev (Izak Partski) obnovil ali zgradil nov martyrium, ki ga je Šapur II iz Sasanidskega cesarstva uničil leta v 60. letih 3. stoletja.
Po poročilu sodobnega kronista Sebeosa in dveh napisih, ki sta na zahodnem pročelju in vzhodni apsidi, je bila sedanja stavba postavljena v času vladavine katolikosa Komitasa (615–628). Stavba je nadomestila prejšnji mavzolej svete Hripsime. Znanstveniki menijo, da je bila cerkev dokončana leta 618. Kupola je bila najverjetneje obnovljena v 10. ali 11. stoletju, čeprav nekateri znanstveniki trdijo, da je trenutna kupola prvotna konstrukcija iz 7. stoletja. 
Cerkev je bila do začetka 17. stoletja dotrajana in je bila na koncu zapuščena. Glede na napis na zahodnem pročelju je cerkev leta 1653 obnovil katolikos Filip Po njegovem naročilu je bila pred zahodnim vhodom postavljen narteks (gavit). Na narteksu je bil leta 1790 po naročilu katolikosa Gukasa I. Karinskega postavljen zvonik.
Leta 1776 je cerkev z opečnim zidom in stolpi na vogalih utrdil katolikos Simeon I. Erevanski. Leta 1880 sta bila iz gladko klesanega kamna zgrajena dva zidova - eden za zahodu in eden na jugu. 
Cerkev je bila leta 1898 celovito obnovljena. Sprva je cerkev dobila okrepljene temelje, kasneje, v letu 1936, pa sta bili popravljeni tudi streha in kupola. Leta 1958 so z notranjih sten odstranili omet in spustili notranja tla. Zvonik je bil obnovljen leta 1987.

## Arhitektura
Sprejem
Monumentalna zunanjost cerkve se šteje kot »eden izmed velikih dosežkov srednjeveške armenske arhitekture«. Skupaj s cerkvijo svete Gajane je »model stroge lepote zgodnje armenske cerkvene arhitekture«. 
Omejitve
Cerkev ni najzgodnejši primer te arhitekturne oblike, vendar je oblika v arhitekturni zgodovini splošno znana kot tip Hripsime, saj je ta cerkev najbolj znan primer te oblike. Ta tip cerkve je poimenovan tudi kot tip Džvari ali tip Džvari-Hripsime po samostanu Džvari v Gruziji.
Omembe vredne cerkve s podobnimi tlorisi vključujejo cerkev svetega Janeza (Surb Hovhannes) v Avanu (6. stoletje), cerkev svetega Jurija (Surb Gevorg) v Garnahovitu (6. stoletje), cerkev svetega Križa v Soradirju (6. stoletje), samostan Targmančac v Ajgešatu (7. stoletje), stolnica svetega Križa v Aghtamarju (10. stoletje), in samostanska cerkev Svete Matere Božje (Surb Astvatsatsin) v Varagavanku (11. stoletje). Arhitekturno obliko je mogoče najti tudi v sosednji Gruziji,  kjer primeri s podobnim arhitekturnim slogom vključujejo cerkev Ateni Sioni (7. stoletje), samostan Džvari (7. stoletje) in samostan Martvili (10. stoletje).

### Opis
Cerkev sv. Hripsime je kupolasti tetrakonč, zaprt v pravokotnik, z dvema kotnima nišama na severni in južni strani. Nemški umetnostni zgodovinar Wilhelm Lübke je zapisal, da je cerkev zgrajena na »najbolj zapletena različica tlorisa križa«.
Cerkev, ki je na povezovalni cesti proti Erevanu, je obdana z obzidjem z vogalnimi stolpi in ima štiri apside, po eno v vsaki smeri, ki so na zunanji strani kotno obložene. Ta zasnova tetrakonča je posebna vrsta armenske centralne zgradbe in je bila uporabljena tudi v drugih cerkvah v tem času, kot so tiste v Avanu, Gaharnovitu in Sissianu. Prostori so okrog kupole združeni v obliki zvezde, vendar se strokovnjaki ne strinjajo glede njene starosti, ne glede na to, ali je bila originalna ali obnovljena v 10. do 11. stoletju. Tambur je šestnajststranski in ima dvanajst oken. Na dnu kupole stojijo štirje stolpi, ki po eni strani krepijo njeno stabilnost, po drugi pa optično integrirajo njeno poligonalno obliko v pravokoten tloris cerkve.
V vogalih cerkve so majhne sprehajalne komore. Pod vzhodno apsido je obokani Martirio z relikvijami sv. Hripsima. Poleg nje so v cerkvi pokopani trije katolikoni iz prve polovice 18. stoletja in postavljenih več hačkarjev. V celoti gledano zasnova notranjosti, ki je zaradi lahke konstrukcije razmeroma velika, temelji predvsem na navpični osi pod kupolo.
V zidu ob strani apsid so vrezane niše, ki segajo do višine pročelja, in klet pod cerkvijo za večjo stabilnost v primeru potresov, ki jih je sv. Hripsime vzdržala do danes. Zahvaljujoč dvanajstim enako razmaknjenim rebrom je cerkev izdelana iz lažjega materiala, ki razbremeni stožčasti vrh, to je vrh kupole, in ohranja nizko težišče. Ti ukrepi povečajo odpornost na Rayleighove valove, ki se pojavijo na površini v primeru potresa.
Cerkev sv. Hripsime je poimenovana za armenski osrednji stavbni tip Awan-Hripsime, katere štiri konhe so razširjene s stranskimi vogalnimi prostori v kompleksen tloris in ki predstavlja razširitev in strukturno izboljšavo v primerjavi s tipom Mastara. Nasproti tega je dva kilometra oddaljena stolnica Zvartnoc iz sredine 7. stoletja, katere tetrakonč je stabilizirala zunanja krožna galerija.
Armenski zgodovinar Arakel iz Tabriza kot sodobna priča poroča, da je bila cerkev obnovljena od leta 1651 do 1653. Na zahodni strani je bil med drugim dozidan manjši portik. Leta 1751 je nastala oltarna slika iz intarzije biserne matice, ki priča o visokem obrtništvu takratne Armenije. Leta 1790 so pred zahodnim portalom postavili dvonadstropni zvonik, podprt s štirimi stebri, katerega šotorska streha sloni na osmerokotni rotondi z osmimi stebri.
Med obnovami od 1959 do 1962 so pod velikim, razmeroma nizkim tamburjem odkrili sistem 24 tromp. Tudi v tem času so pod cerkvijo odkrili ostanke iz predkrščanskih časov.

## Galerija
- Cerkev sv. Hripsime
- Armenska cerkev sv. Hripsime iz 7. st. v Ečmiadzinu, Unescova svetovna dediščina.
- Cerkev sv. Hripsime
- Detajl
- Zvonik
- Notranjost kupole
- Pogled na zunanjost kompleksa
- Splošni pogled

### Umetniške in zgodovinske upodobitve
- Pogled na Ečmiadzin, Mihail Ivanov, 1783. Na levi je cerkev sv. Hripsime.
- Kurdi in Perzijci napadajo Vagharšapat, Grigory Gagarin, 1847
- 1878
- H. F. B. Lyncha, 1901, iz knjige o Armeniji [19]
- Iz ruske knjige iz leta 1901
- Fotografija iz leta 1911, reproducirana v knjigi Strzygowskega iz leta 1918 [2]
- Avtor Jeghiše Tadevosjan, 1913
- Fridtjof Nansen, 1925
- Relief cerkve sv. Hripsime na sedežu vzhodne škofije Armenske cerkve Amerike poleg stolnice sv. Vartana na Manhattnu v New Yorku
- Model cerkve, razstavljen v Ameriškem naravoslovnem muzeju v New Yorku
- Sovjetska znamka iz leta 1988 z upodobitvijo cerkve
- Cerkev je bila upodobljena na bankovcih za 200 armenskih dramov (v obtoku od 1993 do 2004)